# نويع
النُّوَيع أو الصِّمَّة أو الضَّرْب (بالإنجليزية: Subspecies)‏ في علم التصنيف هو مرتبة تقع تحت النوع وفوق السلالة (دون النوع أو الضرب). هذه المرتبة لا تستعمل بشكل دائم، بل يلجأ إليها عندما يكون الفارق بين نوع وآخر قليلا جدا، فيوضعان نُويعان من نوع واحد مشترك. عندما يلجأ إلى استخدامه يكون دائما أكثر من نويع تحت النوع.
تعتبر رتبة النويع في علم الحيوان الرتبة التصنيفية الوحيدة تحت النوع بموجب القانون الدولي للتسميات الحيوانية، أمّا في علم النبات وعلم الفطريات، يمكن تسمية رتب تصنيفية أخرى دون ذلك -مثل الضرب- بموجب القانون الدولي للتسميات الخاصة بالطحالب والفطريات والنباتات. وفي علم الجراثيم وعلم الفيروسات، يوجد توصيات للاعتراف بالرتب التصنيفية تحت النوعية الهامة الأخرى، ولكن لا يوجد مستلزمات صارمة حول ذلك في التسميات القياسية الجرثومية والفيروسية.
يقرر اختصاصي التصنيف ما إذا كان يجب الاعتراف بالنويع أم لا. ومن المعايير الشائعة للتعرف على مجموعتين متميزتين باعتبارها نويعات بدلًا من أنواع كاملة، هو قدرة هؤلاء على التزاوج دون أي عقوبات على صلاحيتها. لا تتزاوج النويعات في البراري بسبب العزلة الجغرافية أو الاصطفاء الجنسي. عادةً ما تكون الاختلافات بين النويعات أقل تميزًا عن الاختلافات بين الأنواع.

## التسمية
يقبل القانون الدولي للتسميات الحيوانية (الطبعة الرابعة، 1999) تصنيفًا واحدًا فقط تحت تصنيف الأنواع، وهو النويعات، بينما لا يعترف بالتصنيفات الأخرى. لا تمتلك هذه الأشكال وضعًا رسميًا في القانون الدولي للتسميات الحيوانية، على الرغم من أنها قد تكون مفيدة في وصف المتحدرات الطولية أو الجغرافية، سلالات الحيوانات الأليفة، الحيوانات المعدّلة وراثيًا، إلخ. يحل اسم النوع في المرتبة الثانية في التسمية العلمية للكائن الحي (تسمية ثنائية)، بينما يحل النويع المرتبة الثالثة (تسمية ثلاثية). على سبيل المثال: الاسم العلمي الثنائي للنمر (Panthera tigris)، بينما تكون التسمية الثلاثية (Panthera tigris sumatrae). يُختَصَر النويع عمومًا بـ (ssp.) في علم الحيوان، ولكنه لا يُستَخدَم في التسمية العلمية.
يُعَد النويع في علم النبات أحد المراتب التصنيفية العديدة التالية للنوع. يسبق الاسم تحت النوعي اختصار (subsp.)، كما هو الحال في نبات التاتورا (Schoenoplectus californicus subsp. Tatora). غالبًا ما يتكون اسم النبات من ثلاثة أجزاء؛ يشمل الاسم تحت النوعي على التسمية الثنائية إضافةً إلى صفة تحت نوعية واحدة كالضرب أو النويع مثلًا.
يُعتَبَر النويع التصنيف تحت النوعي الوحيد المعترف به بشكل صريح من قبل قانون التسمية في علم الجراثيم، ولكن التصنيفات الأدنى من ذلك مهمة للغاية في علم الجراثيم؛ يُقَدِّم الملحق رقم 10 من قانون التسمية بعض التوصيات التي تهدف إلى توحيد وصف هذه التصنيفات. تعتبر التسميات التي نُشِرَت قبل عام 1992 تحت رتبة ضرب نويعات  (انظر القانون الدولي لتسمية بدائيات النوى). كما هو الحال في علم النبات، تُختَصَر النويعات بـ (subsp.)، وتستخدم في الاسم العلمي كذلك، ومثال عليها جراثيم الخيطيات الرقيقة: (Bacillus subtilis subsp. Spizizenii).

## النويعات تسمياتٍ بديلة وتلقائية
يُمنَح التجمع الأحيائي الأساسي نفس الاسم عندما ينفصل النوع إلى نويعات وفقًا للقانون الدولي للتسمية الحيوانية، على سبيل المثال: Motacilla alba alba (غالبًا ما يختصر M. a. alba) وهو التسمية البديلة للذعرة البيضاء (Motacilla alba).
يُشار إلى اسم النويع الذي يكرر نفس اسم النوع في المصطلحات النباتية كاسم تلقائي، وكذلك للأصنوفات التي تقع تحت النوع.

## الحالات غير الواضحة
يُوضع اسم النوع بين قوسين عندما يختلف علماء الحيوان حول ما إذا كان يشكل تجمع أحيائي ما نوعًا أو نويعًا. على سبيل المثال: قد يكتب البعض الاسم العلمي لطائر الرنكة الأمريكي بهذا الشكل (Larus (argentatus) smithsonianus)، وهذا يعني أنّ بعض علماء يعتبرون الاسم بين القوسين نويعًا لمجموعة أكبر من طيور الرنكة وعلى ذلك يدعونه بهذا الاسم (Larus argentatus smithsonianus)، بينما يعتبره آخرون نوعًا كامل ويدعونه بالاسم (Larus smithsonianus)؛ ولكن استخدام القوسين في المصطلح الأول يعني عدم انحياز الكاتب لأيًا من الطرفين.

## المعايير
النويع هو الرتبة التصنيفية الوحيدة المعترف بها تحت النوع في القانون الدولي لتسمية الحيوانات، وأحد الرتب الرئيسية الثلاث تحت النوع في قانون تسمية النباتات. قد يستخدم علماء الأحياء رتبة نويع لوصف مجموعة أحيائية منفصلة جغرافيًا تُبدي اختلافاتٍ ملحوظةً في النمط الظاهري، وبذلك يُعتَبَر النويع شكلًا محليًا مختلفًا من النوع. يمتلك علماء النبات وعلماء الفطريات مجالًا أوسع لرتبٍ تصنيفيةٍ أدنىً تُوَصِّفُ اختلافاتٍ أدق بين المجموعات؛ كالضرب والشكل مثلًا.

## الأنواع وحيدة وعديدة النمط
من الناحية البيولوجية، وبصرف النظر عن الارتباط بالتسمية، تمتلك الأنواع عديدة الأنماط اثنين أو أكثر من النويعات المنفصلة من ناحية الوراثة والنمط الظاهري –أعراق، وبذلك تحتاج المجموعات المختلفة من هذه النواحي إلى توصيف منفصل. هذه المجموعات المختلفة لا تتكاثر فيما بينها بسبب الانعزال، ولكن يمكن أن تتزاوج وتعطي ذريةً خصبةً عند احتجازها معًا مثلًا.
بينما تُبدي جميع المجموعات في الأنواع وحيدة النمط نفس الخصائص من ناحية الوراثة والنمط الظاهري، وذلك يحدث بعدة طرق:
- جميع أفراد النوع متشابهين جدًا، ولا يمكن تقسيمهم بيولوجيًا إلى رتب تصنيفية أدنى.
- يختلف الأفراد اختلافًا كبيرًا، ولكنه عشوائي بشكل كبير وبلا معنىً فيما يتعلق بالانتقال الوراثي لهذه الاختلافات.
- يعتبر الاختلاف بين الأفراد ملحوظًا ويتبع نمطًا معينًا، ولكن لا يوجد خطوط فصل واضحة بين المجموعات. يشير هذا التباين المنحدري دائمًا إلى انسياب مورثي كبير بين المجموعات المنفصلة ظاهريًا التي تُكوِّن التجمع أو التجمعات الأحيائية. إنّ التجمع الأحيائي الذي يُبدي انسيابًا مورثيًا ثابتًا ومتينًا بين المجموعات المكونة له غالبًا ما يُشَكِّل أنواعًا وحيدة النمط، حتى مع وجود تباين وراثي ملحوظ.